# Vicente González
Vicente González – argentyński piłkarz, napastnik.
Jako gracz klubu Gimnasia y Esgrima Mendoza wziął udział w turnieju Copa América 1921, gdzie Argentyna pierwszy raz w swych dziejach zdobyła mistrzostwo Ameryki Południowej. González zagrał w dwóch meczach – z Paragwajem i Urugwajem.